# Milo za drago (album)
Milo za drago je glasbeni album novomeške rock skupine Dan D. Izdan je bil oktobra 2018 na USB-ključku, ki je bil zapakiran v ročno izdelano milo podjetja Milo za drago. Lastnici podjetja sta na blogu zapisali: "Skupaj z glasbeno skupino Dan D smo izdelali res posebno milo – vsebuje odlično muziko, ki pa ji lahko prisluhnete šele, ko se nekajkrat umijete." Podeljen je bil obiskovalcem koncertov, ki jih je imela skupina v prostoru za vaje ("placu") v Novem mestu.
Skupina je po tem napovedala, da bo album izdala tudi v obliki CD-ja in vinilne plošče z dodatnimi pesmimi. 22. marca 2019 je tako izšel še album Knjiga pohval in pritožb v obliki CD in vinilne plošče.

## Kritični odziv
Za slovenski rock portal Rockline je Aleš Podbrežnik o albumu Milo za drago v recenziji zapisal: "Dan D so se po izletu večje doze eksperimentiranja znova vrnili k bolj definiranim aranžmajem, dostavili ducat  [sic] nalezljivih skladb, preizkusili nove stvari, jih spretno integrirali v svoje glasbeno telo ter v sebi lastni evoluciji zrasli za novo stopničko. To je tisto nekaj, kar postavlja artizem Dan D v slovenskem glasbenem prostoru srednjevalovske rock in pop glasbe na posebno mesto."
Vid Šteh je na svojem blogu o albumu Milo za drago zapisal: "Album je pretežno akustičen in mine v umirjenem ozračju, zvok za skupino značilnega melodičnega rocka pa je tokrat potisnjen v ozadje. Takšen pristop ne predstavlja slabosti, ampak kvečjemu prednost, saj s tem do izraza pride vse tisto, kar dela skupino vredno poslušanja."
Album Milo za drago je Boštjan Tušek na portalu 24ur.com uvrstil na 5. mesto najboljših slovenskih albumov leta.

### Priznanja
| objava   | uvrstitev | seznam                  |
| -------- | --------- | ----------------------- |
| 24ur.com | 5.        | Domači albumi leta 2018 |

## Seznam pesmi
| Št.             | Naslov              | Dolžina |
| --------------- | ------------------- | ------- |
| 1.              | „Boli me K‟         | 3:28    |
| 2.              | „Malo pekla‟        | 3:20    |
| 3.              | „Ožina‟             | 2:55    |
| 4.              | „Bits‟              | 3:36    |
| 5.              | „Daj mi upanje‟     | 4:02    |
| 6.              | „Ne naredi mi tega‟ | 5:02    |
| 7.              | „Sem v tebi‟        | 3:35    |
| 8.              | „Tu‟                | 3:25    |
| 9.              | „Morilec‟           | 3:08    |
| 10.             | „Laži mi‟           | 2:26    |
| Skupna dolžina: | Skupna dolžina:     | 35:05   |

## Zasedba
Dan D
- Tomislav Jovanović - Tokac — vokal, akustična kitara
- Dušan Obradinovič - Obra — bobni
- Marko Turk - Tučo — kitara
- Boštjan Grubar - Bošti — klaviature
- Nikola Sekulović — bas kitara